# مورين فورنيس
مورين فورنيس (بالإنجليزية: Maureen Furniss)‏ هي صحفية أمريكية، ولدت في 1950.